# Porotrichum tamariscinum
Porotrichum tamariscinum là một loài rêu trong họ Neckeraceae. Loài này được (Hampe) Müll. Hal. ex Geh. mô tả khoa học đầu tiên năm 1876.